# Xenodice frauenfeldti
Xenodice frauenfeldti är en kräftdjursart som beskrevs av Boeck 1871. Xenodice frauenfeldti ingår i släktet Xenodice och familjen Podoceridae. Arten är reproducerande i Sverige. Inga underarter finns listade i Catalogue of Life.